# Colza
La colza (Brassica napus) és una planta amb flor groga de la família Brassicaceae. És la tercera font més important d'oli vegetal i la segona de proteïna vegetal a escala mundial.

## Descripció

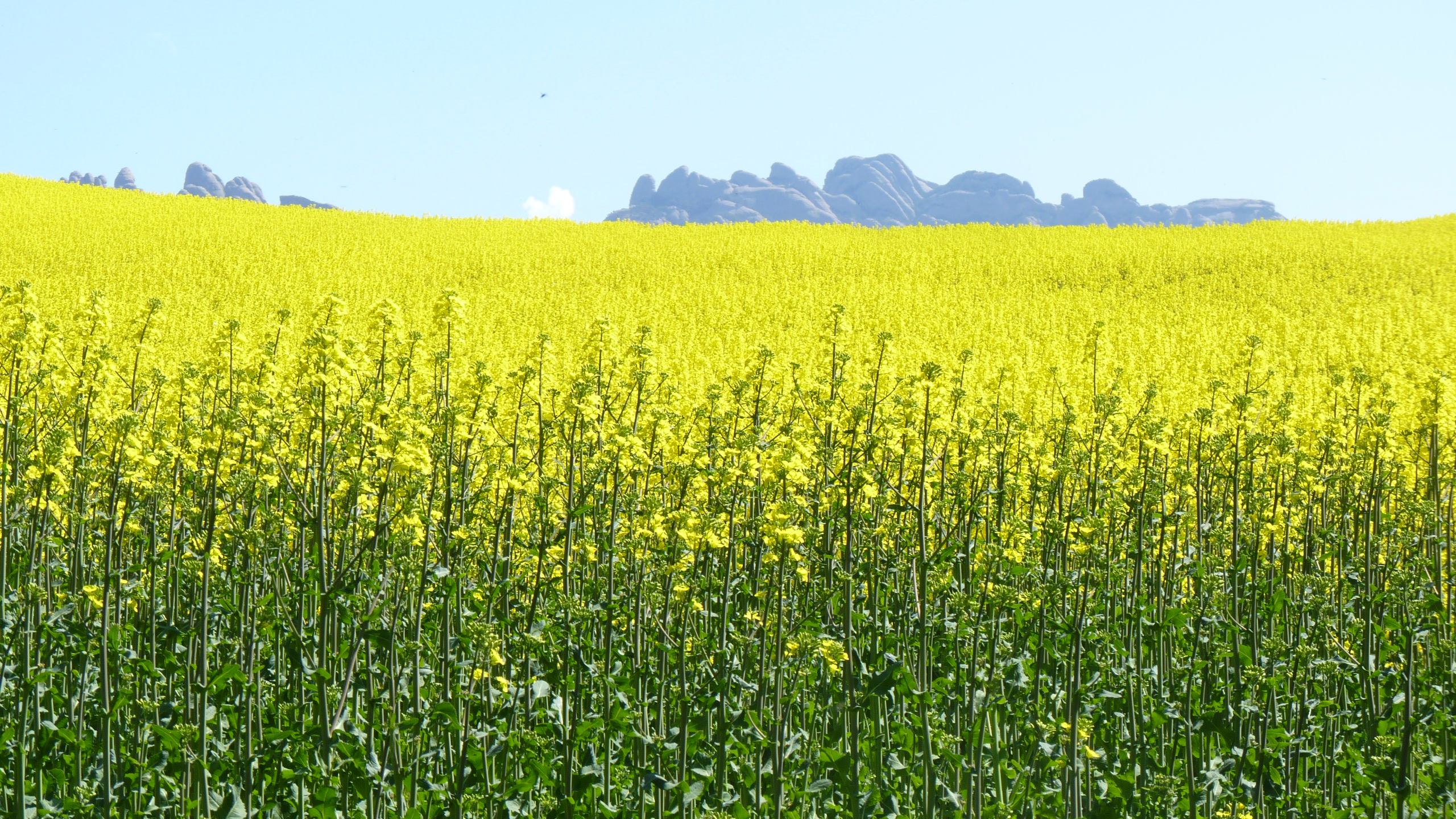
Camp de colza, amb Montserrat intuint-se al fons

És una varietat de nap que es conrea per les seves llavors, de les que s'extreu principalment oli. Conté naturalment una quantitat apreciable d'àcid erúcic. La canola (un acrònim de Canada Oil) és el nom que s'aplica a un grup de cultivars de colza que van ser millorades genèticament al Canadà perquè continguessin nivells molt baixos d'àcid erúcic i de glucosinolats. Aquestes varietats són especialment adients per al seu ús com a alimentació animal, perquè no tenen els efectes indesitjables d'aquests dos compostos en la salut animal. El Canadà és el principal productor mundia, seguit de la UE i la Xina. En anglès és freqüent anomenar canola a qualsevol espècie de colza cultivada.
És una planta anual de 0,3 a 1 metre d'alçada, fulles de 5 a 40 cm, floració a principi de primavera amb flors grogues, i fruit en síliqua de 5 a 7 cm que té diverses llavors d'1,5 a 2 mm de diàmetre.

## Conreu
Es pot conrear en climes bastant freds i no excessivament plujosos. En climes d'influència mediterrània se sembra al principi de la tardor mentre que en els continentals es fa a la primavera.

## Usos
Les llavors de la colza són utilitzades per produir oli de colza. Com a subproducte s'obté un tortó ric en proteïna dedicat a l'alimentació animal. L'oli pot ser destinat a combustible (biodièsel).
És una planta molt mel·lífera.
Per millora genètica s'obtenen varietats amb molt poc contingut d'àcid erúcic (varietats doble zero), que és lleugerament tòxic.